# Frankmusik
Vincent James Turner, más conocido como Frankmusik (9 de octubre de 1985), es un músico británico de electropop. El nombre "Frank" viene del apellido de su abuelo, en tributo a él. Entre 2011 y 2012, estuvo trabajando bajo el nombre de Vincent Did It.

## Biografía
Comenzó su carrera utilizando el seudónimo Frankmusik. Lanzó su primer EP, Frankisum, en su propio sello Apparent en el otoño de 2007 y un 7” single de edición limitada, In Step en el verano de 2008, Vincent lanzó el Little Words EP, en noviembre del mismo año en Island Records, marcando el paso de niño prodigio del underground a una fuerza mayor en el pop británico de la mano de Stuart Price.
En 2009, realizó con suceso su primer álbum Complete Me. En 2011, editó su segundo álbum Do It In The AM que no obtuvo el éxito esperado y le valió desvincularse de su compañía discográfica. En 2012, Frankmusik volvió a cambiar su nombre para ahora ser conocido como Vincent Did It.

## Giras
En enero y febrero de 2009, Frankmusik fue telonero del grupo Keane en su gira 'Perfect Symmetry' por Reino Unido. En marzo de 2009, protagonizó el 'National Student Pride' en el club de primera línea de playa de Brighton digital con Jodie Harsh y Dan Gillespie Sells (The Feeling). En junio de 2009, fue telonero de los Pet Shop Boys en Londres y Mánchester.
Más tarde, Frankmusik dio una pequeña gira para el lanzamiento de su primer disco, Complete Me, empezando en Brighton el 17 de julio y pasando por Londres, Glasgow y Manchester. Finalmente, el 18 de agosto de 2009, anunció una gira más extensa por el Reino Unido que se llevará a cabo durante noviembre y diciembre de 2009. Dos días más tarde, Frankmusik se unió al tour de Perez Hilton.
En 2011, participó como telonero en la gira de Erasure por los Estados Unidos y el Reino Unido.

## Productor
En 2011, produjo Tomorrow's World, álbum de la banda de synth-pop Erasure.

## Discografía

### Álbum
- Complete Me (2009)
- Do It In The Am (2011)
- Between (2013)
- Between Us (2013)

### EP y sencillos
| Year | Title               | UK  |
| ---- | ------------------- | --- |
| 2007 | "Frankisum"         | -   |
| 2008 | "In Step/Done Done" | -   |
| 2008 | "3 Little Words"    | -   |
| 2009 | "Better Off As Two" | 26  |
| 2009 | "Confusion Girl"    | 27  |
| 2009 | "Time Will Tell"    | 173 |